# Alcosser (Alicante)

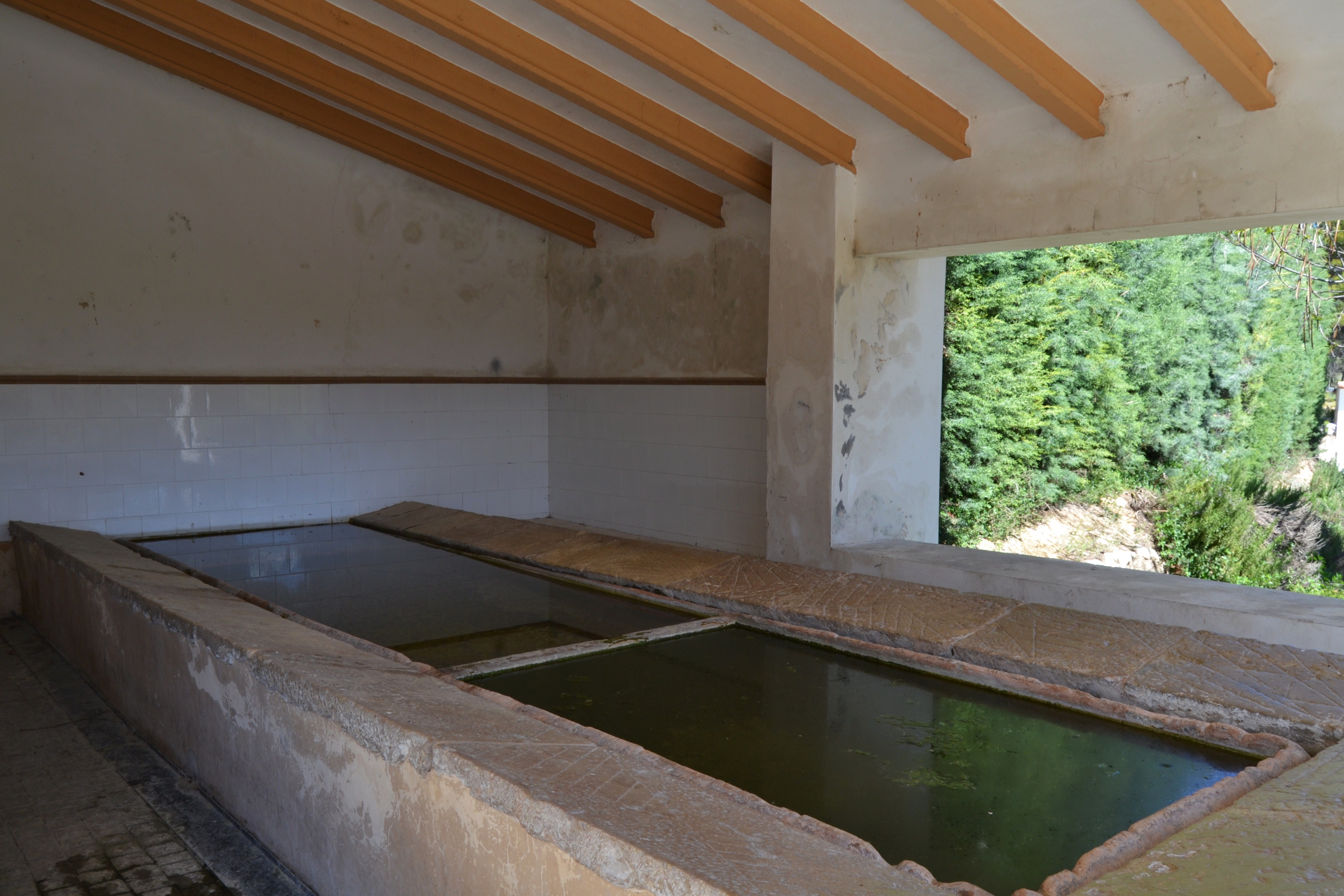
Waschhaus (lavador)

Alcosser (spanisch Alcocer de Planes) ist ein Ort und eine kleine Gemeinde mit 259 Einwohnern (Stand: 2024) im Hinterland der Costa Blanca in der Valencianischen Gemeinschaft im Südosten Spaniens.

## Lage und Klima
Die Gemeinde Alcosser liegt im Tal des Río Serpis in einer Höhe von ca. 350 m; kurz hinter dem Ort beginnt der Stausee Barranc d’Almudaina y Planes, der etwa zur Hälfte zum Gemeindegebiet gehört. Die Entfernung zur nordöstlich gelegenen Küstenstadt Gandia beträgt etwa 42 km (Fahrtstrecke); bis nach Valencia sind es ca. 100 km, die südlich gelegene Großstadt Alicante ist nur etwa 75 km entfernt. Das Klima ist wegen der relativen Höhenlage und der waldreichen Umgebung der Stadt gemäßigt bis mild; Regen (ca. 500 bis 600 mm/Jahr) fällt überwiegend in den Wintermonaten.

## Bevölkerungsentwicklung
| Jahr      | 1857 | 1900 | 1950 | 2000 | 2022 |
| Einwohner | 326  | 347  | 269  | 129  | 254  |

Aufgrund der Mechanisierung der Landwirtschaft und der Aufgabe bäuerlicher Kleinbetriebe ist die Einwohnerzahl der Gemeinde seit den 1950er Jahren deutlich zurückgegangen („Landflucht“). Wegen des zunehmenden Tourismus ist sie zu Beginn des 21. Jahrhunderts wieder leicht angestiegen.

## Wirtschaft
Traditionell bilden Landwirtschaft und Viehzucht (Schafe, Ziegen) die Lebensgrundlage der Bevölkerung. Zu Beginn des 21. Jahrhunderts entwickelte sich der Tourismus. Darüber hinaus siedelten sich ehemalige Bewohner der weniger als 20 km entfernten Industriestadt Alcoy neu an.

## Geschichte
Der Ortsname erinnert noch an die Zeit der maurischen Herrschaft (al-qasayr = „kleine Festung“). Im Jahr 1244 wurde die Region von den Truppen Jakobs I. von Aragón (Jaime I.) eingenommen (reconquista) und unterstand fortan verschiedenen Grundherrn (señores). Es gab Aufstände der unterdrückten Morisken (moriscos), deren Niederschlagung zu weiteren Auseinandersetzungen führten. Im 14. Jahrhundert übernahmen die Grafen von Cocentaina (Condado de Cocentaina) die Macht, die jedoch im Jahr 1425 mit der Entstehung einer Baronie endete. Nach der endgültigen Vertreibung der Mauren (1609–1615) erhielt der Ort die Stadtrechte (villa).

## Sehenswürdigkeiten
- Als bedeutendste Sehenswürdigkeit des Ortes gilt der aus Werksteinen errichtete Wehr- und Glockenturm (campanario) der Església de Sant Josep aus dem 15. Jahrhundert.
- Am Ortsrand befindet sich ein überdachter Waschplatz (lavoir) aus der Zeit um 1900.